# Zoran Čutura
Zoran Čutura, född 12 mars 1962 i Zagreb, dåvarande Jugoslavien, är en kroatisk basketspelare och jugoslavisk representant som tog OS-silver 1988 i Seoul. Detta var fjärde gången i rad som Jugoslavien var med bland medaljörerna i herrbasketen vid olympiska spelen.